# Pasión Incontrolable (película)
Pasión Incontrolable es una película británica de 1987 dirigida por  Michael Radford y protagonizada por Greta Scacchi, Charles Dance, Joss Ackland, Sarah Miles, Geraldine Chaplin, Ray McAnally, Murray Head, John Hurt, y Trevor Howard. Basada en la  novela homónima del periodista del Sundar Times  James Fox (investigada originalmente con  Cyril Connolly para un artículo de diciembre de 1969), dramatiza los acontecimientos del caso del asesinato en Happy Valley en Kenia cuando Sir Henry "Jock" Delves Broughton fue juzgado por el asesinato de Josslyn Hay, conde de Erroll.

## Trama
Con gran parte del resto del mundo en guerra,  varios aristócratas británicos aburridos viven vidas disolutas y hedonistas en una región de la Colonia de Kenia conocida como el Happy Valley, bebiendo, drogándose y consintiendo en relaciones sexuales decadentes para pasar el tiempo.
El 24 de enero de 1941, Josslyn Hay, el conde de Erroll, fue encontrado muerto en su coche en un lugar remoto. El Conde tiene un pedigrí noble pero un pasado algo sórdido y una merecida reputación de tener aventuras con mujeres casadas.
Diana Delves Broughton es una de esas mujeres. Es la bella esposa de Sir John Henry Delves Broughton, conocido por la mayoría como "Jock", un hombre 30 años mayor que ella. Diana tiene un acuerdo prenupcial con su marido de que si alguno de ellos se enamora de otra persona, el otro no hará nada para impedir el romance.
Diana ha sucumbido a los encantos del pícaro Conde de Erroll, cuyos otros amantes también incluyen a la heredera americana drogadicta Alice de Janze y a la algo más reservada Nina Soames. El Conde es más serio en este asunto que en cualquiera de sus anteriores coqueteos, y quiere que Diana se case con él. Ella es reacia a dejar lo que cree que es la seguridad financiera de su matrimonio para formalizar su relación con Erroll (que no tiene fondos ni perspectivas), sin saber que Delves Broughton está muy endeudado. Humillado en privado pero pareciendo cumplir su acuerdo, Delves Broughton brinda públicamente por la aventura de la pareja en el club de Nairobi, pidiendo a Erroll que traiga a Diana a casa a una hora determinada. Delves Broughton parece estar extremadamente intoxicado por el resto de la noche; una vez que está solo está claro que estaba fingiendo estar borracho. Después de dejar a Diana, Erroll es asesinado a tiros en su coche no muy lejos de la casa de Delves Broughton que pronto es acusado del asesinato de Errol.
Diana está angustiada por la pérdida de su amante, al igual que Alice, que se masturba abiertamente junto a su cadáver en la morgue. El dueño de una plantación local, Gilbert Colvile, cuyo único amigo es Delves Broughton, tranquilamente le ofrece a Diana consejo y consuelo y finalmente la sorprende proponiéndole matrimonio.
Delves Broughton es juzgado. No hay testigos del crimen y las pruebas físicas que parecen incriminar también son circunstanciales. Obviamente tenía el motivo y los medios, pero se le encuentra inocente y el escándalo llega a su fin. De Janze se está muriendo de una sobredosis de drogas, y Diana descubre más pruebas que implican a su marido en la muerte de su amante. Después de amenazarla con una escopeta, Broughton se dispara delante de ella. La película termina con una Diana huyendo, manchada de sangre, descubriendo el resto del escenario del Valle Feliz de fiesta alrededor de la tumba de De Janze.

## Reparto
| Actor             | Personaje                                      |
| ----------------- | ---------------------------------------------- |
| Greta Scacchi     | Diana Broughton                                |
| Joss Ackland      | Sir Henry "Jock" Delves Broughton, 11º Baronet |
| Charles Dance     | Josslyn Hay, Conde de Erroll                   |
| Sarah Miles       | Alice de Janzé                                 |
| Geraldine Chaplin | Nina Soames                                    |
| Ray McAnally      | Morris                                         |
| Murray Head       | Lizzie                                         |
| John Hurt         | Gilbert Colvile                                |
| Trevor Howard     | Jack Soames                                    |
| Susan Fleetwood   | Gwladys Delamere                               |
| Catherine Neilson | June Carbery                                   |
| Hugh Grant        | Hugh Dickinson                                 |
| Alan Dobie        | Sr. Walter Harragin                            |
| Jacqueline Pearce | Idina Soltau                                   |

## Producción
En 1969 James Fox y Cyril Connolly comenzaron a investigar el caso para un artículo en el Sunday Times llamado "Navidad en Karen". Cuando Connolly murió en 1974, Fox heredó sus notas y teorías y regresó a Kenya para seguir investigando. El resultado fue el libro White Mischief  que se publicó en 1982. El título procedía de Black Mischief, la novela satírica de Evelyn Waugh ambientada en el mítico reino africano de Azania. El New York Times lo llamó "un libro fascinante". El Boston Globe dijo que "si White Mischief hubiera sido una obra de ficción, habría requerido la colaboración de Agatha Christie y P. G. Wodehouse". (Mientras investigaba el libro, Fox también recogió información sobre Beryl Markham que se convirtió en otra película.)
Los derechos de la película fueron elegidos por Michael White, un amigo de la Fox, mientras se escribía el libro.
El director fue Michael Radford, que escribió el guion con el dramaturgo británico Jonathon Gems, que nunca antes había trabajado en una película.
"Las películas de África deben ser hechas por africanos", dijo Michael Radford. "Esta es una película de melancolía sobre gente que lo tiene todo y sin embargo no tiene nada. Es sobre gente que quiere poseer lo que no puede poseer."
A Richard Attenborough le ofrecieron la pista pero la rechazó porque quería concentrarse en su dirección.
Obtener fondos para la película fue difícil. El dinero provenía de una cadena de cines canadienses, Cineplex Odeon, Goldcrest Películas y Nelson Entertainment. El resto vino de Columbia Pictures, entonces bajo la dirección de David Puttnam cuando cabeza de producción.
La filmación tuvo lugar de febrero a mayo de 1987 en los estudios Shepperton y en exteriores en Kenia.
Mientras se hacía la película, la BBC emitió un telefilme que trataba de la misma historia, The Happy Valley.
Diana Broughton murió en 1987.

## Exactitud histórica
De Janzé se suicidó el 30 de septiembre de 1941, mientras que Delves Broughton regresó a Inglaterra y se suicidó por sobredosis de morfina en el  Hotel Adelphi de Liverpool en diciembre de 1942, más de un año después.
"Hay una diferencia entre los hechos y la verdad", dijo el productor Simon Perry. "Puedes ser sincero sin ser objetivo. Es inevitable que haya gente que piense que Kenya era y sigue siendo un paraíso de hombres de remesas y ovejas negras de familias aristocráticas. Kenya era un microcosmos exagerado de la sociedad de Gran Bretaña en esa época, pintado en colores primarios con caracteres más grandes que la vida".
El hijo de Sir Jock Broughton, Sir Evelyn, se quejó de que la película presentaba a su padre como un asesino. Dijo que su padre estaba demasiado borracho esa noche para haber cometido el crimen y que es más probable que Diana lo haya hecho.

## Recepción

### Boletería
La película tuvo una pérdida durante su estreno en el cine. Sin embargo Jake Eberts informó que Goldcrest invirtió 1 300 000 libras en la película y recibió 1 633 000 libras ganando un beneficio de 333 000 libras.
Fox dijo que era "ambivalente" sobre la película basada en su libro.

## Legado
En 1996, Mariette Bosch asesinó a Ria Wolmerans en  Botsuana. Ambas mujeres eran sudafricanas blancas. El caso se denominó "La travesura blanca de Botswana".